# Dent de Barme
Dent de Barme är en bergstopp i Schweiz.   Den ligger i kantonen Valais, i den sydvästra delen av landet, 100 km sydväst om huvudstaden Bern. Toppen på Dent de Barme är 2 759 meter över havet, eller 398 meter över den omgivande terrängen. Bredden vid basen är 4,2 km.
Terrängen runt Dent de Barme är huvudsakligen bergig, men åt nordväst är den kuperad. Närmaste större samhälle är Monthey, 16,5 km nordost om Dent de Barme. 
I omgivningarna runt Dent de Barme växer i huvudsak blandskog. Runt Dent de Barme är det mycket glesbefolkat, med 6 invånare per kvadratkilometer.